# Riu Son
El riu Son (sànscrit Suvarna que vol dir 'riu Daurat'; també anomenat Hiranya-Vaha o Hiranya-Vahu; Flavi Arrià l'anomena Sonos i podria ser també el Erannoboas; en anglès de vegades Soane o Sone) és un riu de l'Índia que discorre des de les muntanyes Amarkantak i s'uneix al Ganges uns 15 km més amunt de Dinapur, després d'un curs de 784 km. El Son neix prop del Narmada a Amarkantak a la serralada de Maikal, a Madhya Pradesh. Els seus afluents principals són el Rihand i el Koel. És considerat sagrat. Passa pels estats de Madhya Pradesh, Uttar Pradesh, Chhattisgarh, Jharkhand i Bihar.